# Trematovalsa matruchotii
Trematovalsa matruchotii är en svampart som beskrevs av Iacobescu 1906. Trematovalsa matruchotii ingår i släktet Trematovalsa, ordningen Diaporthales, klassen Sordariomycetes, divisionen sporsäcksvampar och riket svampar.   Inga underarter finns listade i Catalogue of Life.